# SK스토아
SK스토아(구 B shopping)는 SK텔레콤의 자회사로 대한민국의 주요 T커머스 업체이다.
2017년 12월 개국이래 꾸준히 성장하며, 2019년 1분기 기준으로 T커머스 업계 매출 1위를 달성했다.